# Zmijin kamen
Zmijin kamen je kulturno-povijesno mjesto u mjestu Podstrani, na adresi Poljička ulica.

## Opis
Vrijeme nastanka je od 9. do 15. stoljeća. 
Zmijin kamen se nalazi spodno brda Perun s obje strane postojeće prometnice ŽC 6142 u Podstrani uz lijevu obalu rijeke Žrnovnice na predjelu zvanom Žminjača. „Zmijin kamen“ je velika prirodno oblikovana stijena koja je dio brda Perun. U povijesnim izvorima, prvi put se spominje u ispravi iz 1178. kao Zmij kamik (Zmijin ili Zmajev kamen) koji se nalazi na rijeci Žrnovnici pod Perunom. U slavenskoj mitologiji ovaj naziv označava mjesto pod kojim obitavaju zmije, budući da je prema istoj Perun, bog gromova, onaj uz kojega je uvijek prisutan i njegov protivnik zmija ili zmaj. Poganski Slaveni su u svojim predajama ovako zamišljali odvijanje mitskog božanskog boja: Perun razbija kamen na kojem leži zmija na crnom runu i ubija je. „Zmijin kamen“ je sastavnica autentičnog praslavenskog mitskog kazivanja koje još živi u sjećanju starijih stanovnika Žrnovnice.

## Zaštita
Pod oznakom Z-6817 zaveden je kao nepokretno kulturno dobro - pojedinačno, pravna statusa zaštićena kulturnog dobra, klasificirano kao "memorijalna obilježja i mjesta".